# うんとこしょ どっこいしょ
『うんとこしょ どっこいしょ』は、大江千里が2007年5月2日にリリースしたアルバム。

## 解説
名作童話の絵本をこよなく愛する大江が、7作品の絵本を譜面がわりにしてピアノを弾きながら朗読する。いずれも福音館書店が発行している絵本からの引用である。2002年4月から2005年3月まで放送されたFMラジオ番組『マインド・スケッチ』が制作のきっかけとなった。

## 収録曲
全編曲：大江千里
1. ぐりとぐら
2. おおきなかぶ
3. はじめてのおつかい
4. うずらちゃんのかくれんぼ
5. そらいろのたね
6. めっきらもっきら どおんどん
7. サンタさんありがとう -ちいさなクリスマスのものがたり-

### SonyMusic
- うんとこしょ　どっこいしょ  –  ディスコグラフィ